# Iževsk
Ižévsk (in russo Иже́вск? ; in udmurto: Ижкар, Ižkar) è una città della Russia europea centro-orientale, capitale della Repubblica dell'Udmurtia; sorge sul fiume Iž, non molto lontano dai monti Urali. Dal 1984 al 1987 la città si chiamò Ustinov (in russo Усти́нов?) in onore del maresciallo dell'Unione Sovietica Dmitrij Fëdorovič Ustinov.

## Storia
La città fu fondata nell'aprile del 1760, come insediamento industriale soprattutto nel campo siderurgico e metalmeccanico. Nella città ebbero un certo sviluppo le fabbriche di armamenti, che spinsero le autorità sovietiche a dichiararla città chiusa, molto difficilmente accessibile agli stranieri e con grosse limitazioni anche all'accesso dei cittadini sovietici.

## Economia
Ad Iževsk ha sede una delle più famose fabbriche di fucili del mondo, fondata nel 1807 su un insediamento preesistente risalente a Caterina la Grande, dove vennero prodotti la totalità dei Vintovka Moisina durante la seconda guerra mondiale e successivamente il celeberrimo fucile d'assalto AK. Lo stesso gruppo industriale, la Ižmaš, ha operato nel settore automobilistico con la IžAvto e in quello motociclistico. Attualmente, forte di oltre 32 000 dipendenti, è la maggiore fabbrica al mondo di armi leggere.
È presente anche la fabbrica Koupol che produce sistemi di difesa antiaerea Tor e Osa nonché droni d'attacco per l'esercito russo.

## Infrastrutture e trasporti
La città è servita da un aeroporto.
È presente una rete di autobus e tram su ferrovia. La città ha un'importante stazione ferroviaria. Ogni giorno partono voli da Iževsk a Mosca e ritorno. La compagnia aerea è Izhavia.

## Amministrazione

### Gemellaggi
- Cirò Marina, dal 2017[2].